# Dolomiti Cadorine
Le Dolomiti Cadorine (Cadorische Dolomiten in tedesco) sono una sezione delle Dolomiti, situate in Veneto (provincia di Belluno), prendendo il nome dalla regione storico-geografica del Cadore; sono parte del sito di interesse comunitario e zona di protezione speciale denominato "Antelao - Marmarole - Sorapis" (Codice IT3230081).

## Definizione del gruppo
La classificazione SOIUSA delle Dolomiti Cadorine è la seguente:
- Grande parte = Alpi Orientali
- Grande settore = Alpi Sud-orientali
- Sezione = Dolomiti
- Sottosezione = Dolomiti di Sesto, di Braies e d'Ampezzo
- Supergruppo = Dolomiti Cadorine
- Codice = II/C-31.I-E

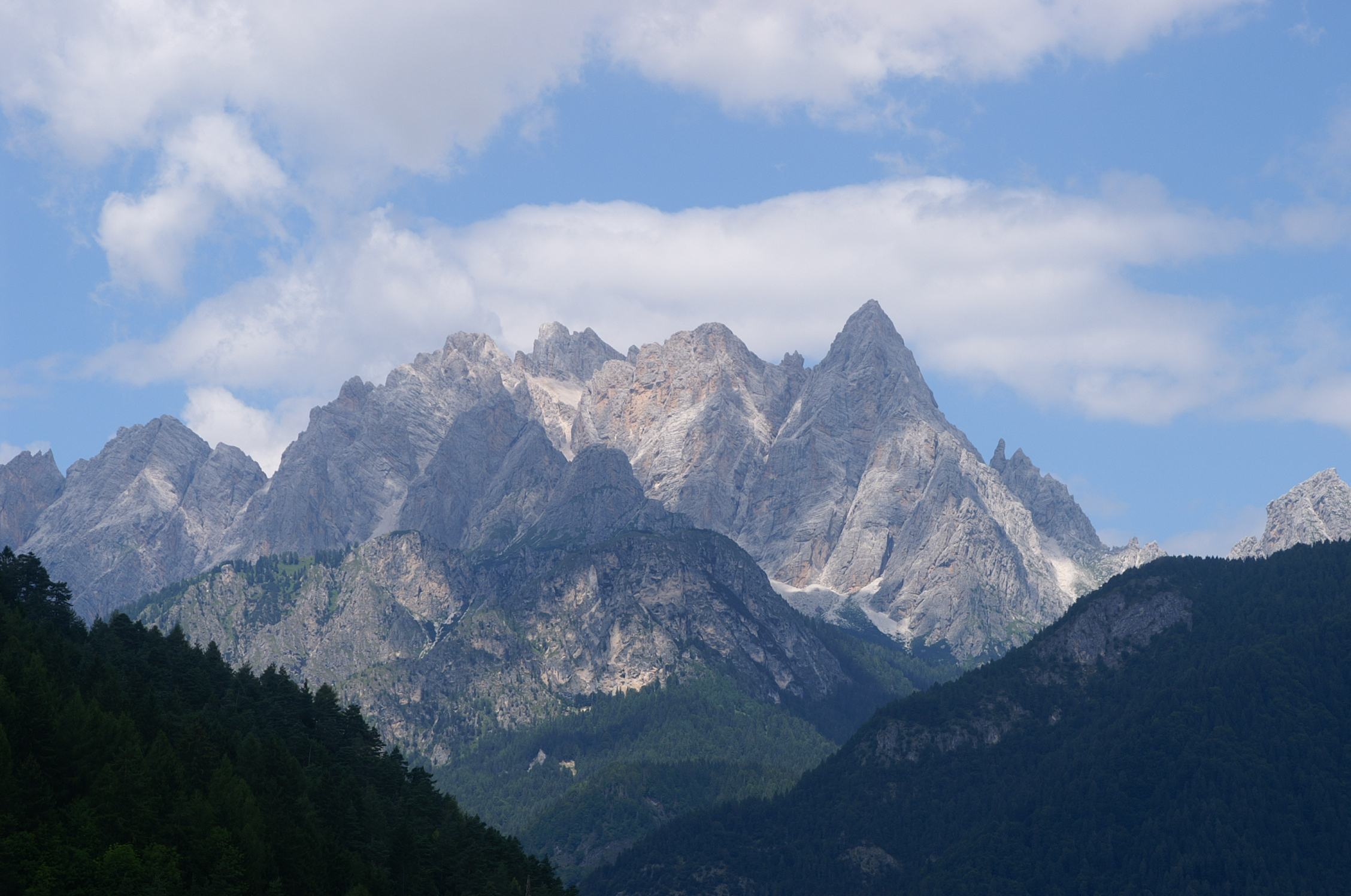
Le Marmarole dal Lago di Centro Cadore

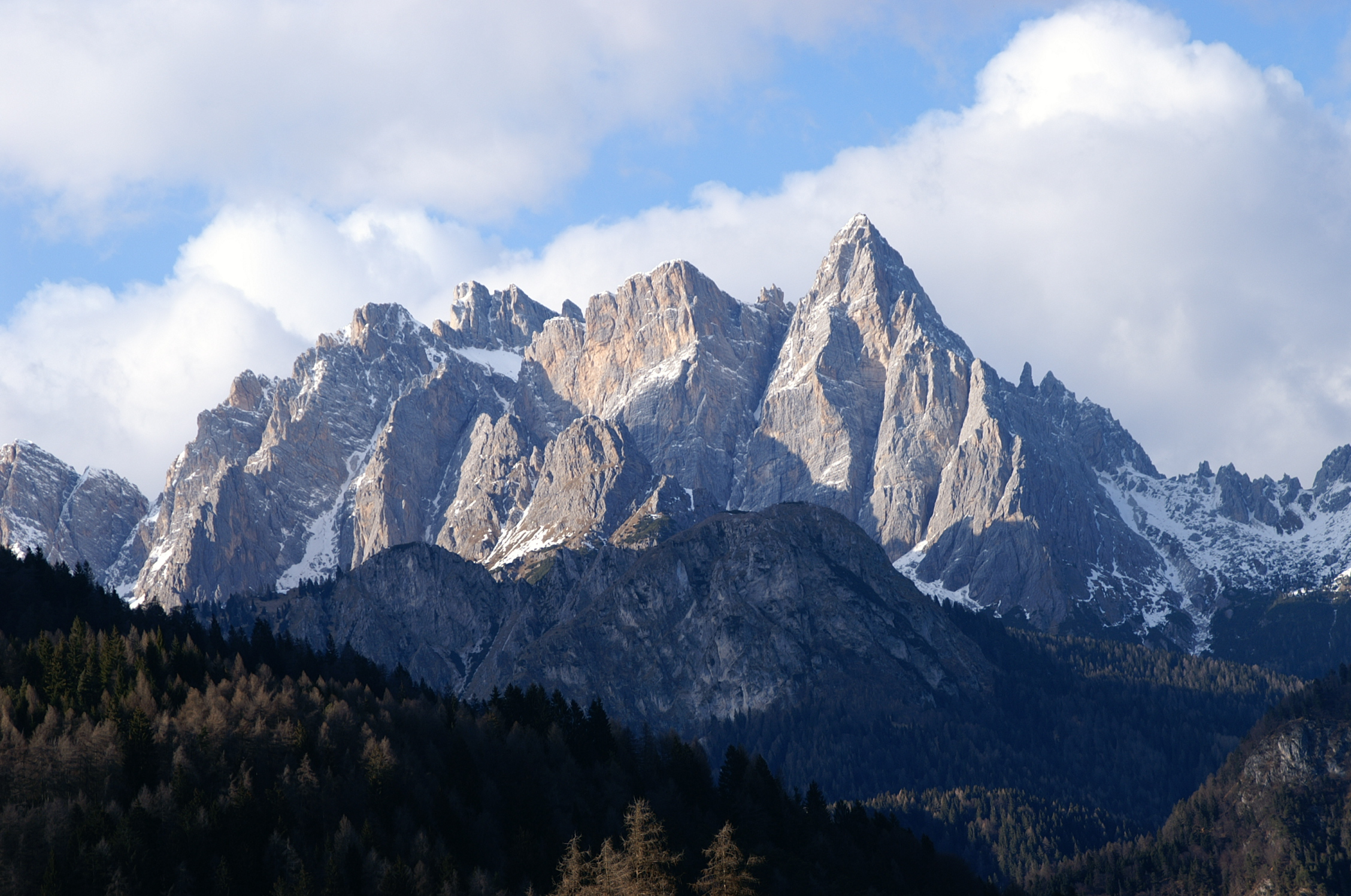
Cimon del Froppa

Le Dolomiti Cadorine possono essere intese in senso più o meno ampio.
La SOIUSA definisce le Dolomiti Cadorine in senso stretto come supergruppo alpino delle Dolomiti di Sesto, di Braies e d'Ampezzo e le vede circoscritte al Gruppo delle Marmarole ed al Gruppo dell'Antelao.
In alternativa sempre la SOIUSA definisce come Dolomiti Cadorine (in senso ampio) le precedenti con l'aggiunta del Gruppo del Pelmo e del Gruppo del Bosconero, gruppi appartenenti alle Dolomiti di Zoldo.

## Delimitazioni
Nella definizione restrittiva e ruotando in senso orario i limiti geografici restano: Forcella Grande, torrente Ansiei, fiume Piave, torrente Boite, Forcella Grande.

## Suddivisione
Le Dolomiti Cadorine secondo la SOIUSA sono suddivise in due gruppi e sei sottogruppi:
- Gruppo delle Marmarole (21)
  - Sottogruppo del Bel Pra (21.a)
  - Sottogruppo delle Marmarole (21.b)
  - Sottogruppo del Ciastelin (21.c)
- Gruppo dell'Antelao (22)
  - Massiccio dell'Antelao (22.a)
  - Contrafforte delle Cime Cadin (22.b)
  - Contrafforte delle Crode San Pietro (22.c)

## Montagne principali
Le montagne principali delle Dolomiti Cadorine sono:
- Antelao - 3.264 m
- Punta Menini - 3.177 m
- Punta Chiggiato - 3.163 m
- Cima Fanton - 3.142 m
- Cimon del Froppa - 2.932 m
- Cima Bastioni - 2.926 m
- Cima Belprà - 2.917 m
- Pala di Meduce - 2.864 m
- Croda Bianca - 2.841 m
- Croda Alta di Somprade - 2.645 m
- Torre dei Sabbioni - 2.531 m